# Lilly (Francja)
Lilly – miejscowość i gmina we Francji, w regionie Normandia, w departamencie Eure.
Według danych na rok 1990 gminę zamieszkiwało 77 osób, a gęstość zaludnienia wynosiła 13 osób/km² (wśród 1421 gmin Górnej Normandii Lilly plasuje się na 815 miejscu pod względem liczby ludności, natomiast pod względem powierzchni na miejscu 615).